# Leva scena
Leva scena je prvi album slovenskega raperja Alija Ena (kasneje je spremenil ime v Dalaj Eegol, danes poznan še pod imenom RecycleMan), ki je izšel leta 1994 pri založbi Prodok/Mačji disk.

## Ozadje
Pri nastajanju albuma je sodelovala zasedba Mitja Kavec (bas), Rok Gerbec in Mike Willford (pihalna sekcija), Marino Legovič (klaviature) ter Jadran Ogrin (kitare in klaviature), ki je album tudi produciral. Brane Zorman je poskrbel za elektronsko podlago, pri čemer so bili »sampli« in »loopi« skoraj v celoti vzeti od tujih producentov, zvočno jih je dopolnila predvsem Kavčeva bas linija. Celoten ustvarjalni proces je zaznamovala improvizacija, zato nekatere skladbe delujejo nedodelane.

## Vpliv
Je prvi slovenski hip hop album, ki je ob izidu razburkal slovensko glasbeno sceno, predvsem zaradi eksplicitnih besedil, v katerih si je avtor privoščil nekatere popularne, a po njegovem mnenju bedne izvajalce (predvsem v naslovni skladbi). Skladb, s katerih je promoviral prihajajoči album, zaradi tega večje radijske postaje niso hotele predvajati, redno pa so bile na sporedu Radia Študent in takrat novonastalih postaj Gama MM ter Radio Salomon. Po izidu je prodaja presegla pričakovanja založnika, zato je izšlo več ponatisov, skupno 5000 izvodov na CD-ju in 1000 na kaseti. Ob peti obletnici je izšel še en ponatis, ki je bil prav tako razprodan. Uspeh albuma je Aliju Enu prinesel priznanje zlata nota za debitanta leta, ki pa ga je na podelitvi nepričakovano odklonil in s tem povzročil škandal.

## Seznam skladb
| Št.             | Naslov                                                            | Dolžina |
| --------------- | ----------------------------------------------------------------- | ------- |
| 1.              | „Leva scena‟                                                      | 3:37    |
| 2.              | „Stremetzsky‟                                                     | 4:05    |
| 3.              | „Za koga?‟                                                        | 3:46    |
| 4.              | „Takšnega dneva pa še ne‟ (dodaten vokal: Tatjana Mešna)          | 3:37    |
| 5.              | „Ne vem če spim in sanjam‟                                        | 2:32    |
| 6.              | „V mestu nekaj dogaja‟ (dodaten vokal: Anika Horvat)              | 3:13    |
| 7.              | „Štala‟                                                           | 0:52    |
| 8.              | „Sirni & mesni‟                                                   | 3:29    |
| 9.              | „Plun k'delavc‟                                                   | 4:00    |
| 10.             | „Vrž me na planet‟ (dodaten vokal: Anika Horvat in Klemen Klemen) | 3:03    |
| 11.             | „Odbolhatazarudija‟                                               | 0:45    |
| 12.             | „Odrudijazabolhata‟                                               | 1:11    |
| 13.             | „TNB‟                                                             | 3:39    |
| 14.             | „Two giants‟                                                      | 0:52    |
| 15.             | „Tarzan‟ (z zasedbo Heavy Les Wanted)                             | 3:24    |
| Skupna dolžina: | Skupna dolžina:                                                   | 45:29   |

Na kaseti je poleg naštetih še skladba »Plestenjak«. V besedilu te se je neposredno lotil pop glasbenika Jana Plestenjaka, zato ni izšla na CD-ju, saj bi lahko morebitna tožba ustavila prodajo albuma, tako pa bi iz prodaje umaknili samo kaseto.